# Szorgalmatos
Szorgalmatos község Szabolcs-Szatmár-Bereg vármegyében, a Tiszavasvári járásban.

## Fekvése
Magyarország észak-alföldi régiójában helyezkedik el, Szabolcs-Szatmár-Bereg vármegye nyugati részén, nagyjából egyenlő távolságra Tiszavasváritól és Tiszalöktől; előbbitől északra, utóbbitól délre. Budapesttől 220 kilométerre keletre fekszik, míg a megyeszékhelytől, Nyíregyházától 30 kilométerre nyugatra, Tokajtól 16 kilométerre délre, Debrecentől pedig 60 kilométerre északra. A Tisza folyótól mintegy 8 kilométer távolságban helyezkedik el. Közigazgatásilag 2002. október 20-ig Tiszavasvárihoz tartozott. A köztársasági elnök 101/2001. (VIII.27.) KE. határozatával az önkormányzati választások napjával új községgé nyilvánította, így megszületett Szabolcs-Szatmár-Bereg vármegye 229. települése.
Mindössze két településsel határos közvetlenül: északi szomszédja Tiszalök, délről pedig Tiszavasvári határolja:

### Megközelítése
Közúton mindkét szomszédos település felől a 3632-es úton érhető el. A hazai vasútvonalak közül a Debrecen–Tiszalök-vasútvonal érinti, melynek egy megállási pontba van itt: Szorgalmatos megállóhely a belterület délnyugati szélén helyezkedik el, közvetlenül a 3502-es út mellett.

## Közélete

### Polgármesterei
- 2002–2006: Takács Pálné (MSZP)[3]
- 2006–2010: Takács Pálné (MSZP)[4]
- 2010–2014: Takács Pálné (független)[5]
- 2014–2019: Takács Pálné (független)[6]
- 2019–2024: Fülöp Adrián Máté (független)[7]
- 2024– : Fülöp Adrián Máté (független)[1]

## Népesség
A település népességének változása:
| Lakosok száma | 1039 | 1063 | 1091 | 973  | 917  | 745  | 758  |
|               | 2013 | 2014 | 2015 | 2021 | 2022 | 2023 | 2024 |

2001-ben a község lakosságának közel 100%-a magyar nemzetiségűnek vallotta magát.
A 2011-es népszámlálás során a lakosok 72,8%-a magyarnak, 0,5% ukránnak mondta magát (27,2% nem nyilatkozott; a kettős identitások miatt a végösszeg nagyobb lehet 100%-nál). A vallási megoszlás a következő volt: római katolikus 8,3%, református 26%, görögkatolikus 2,4%, evangélikus 0,4%, felekezeten kívüli 24,3% (37,3% nem válaszolt).
2022-ben a lakosság 91,3%-a vallotta magát magyarnak, 0,2-0,2% örménynek, ukránnak és németnek, 0,1-0,1% bolgárnak, ruszinnak és szlováknak, 1,7% egyéb, nem hazai nemzetiségűnek (8,7% nem nyilatkozott; a kettős identitások miatt a végösszeg nagyobb lehet 100%-nál). Vallásuk szerint 3,2% volt római katolikus, 13% református, 2,8% görög katolikus, 0,9% egyéb keresztény, 20,7% felekezeten kívüli (58,8% nem válaszolt).

## Külső hivatkozások
- Szorgalmatos hivatalos honlapja
- Szorgalmatos az utazom.com honlapján[halott link]